# 401 Brygada Pancerna
401 Brygada Pancerna (hebr. ‏חֲטִיבָה 401‎, Chatiwa 401, nazywana ‏עוצבת עֲקֵבוֹת הַבַּרְזֶל‎, Ucbat Ikwot ha-Barzel; pol. Brygada Stalowych Tras) – pancerny związek taktyczny Sił Obronnych Izraela. Brygada podlega Dowództwu Centralnemu.

## Historia
Brygada powstała w 1967 jako część 14 Dywizji, z zadaniem utrzymywania linii 160 km długości Kanału Sueskiego. Była to pierwsza izraelska brygada uzbrojona w czołgi Mag’ach. 46 i 79 batalion uczestniczyły w operacji Asuta w 1968, podczas której zdobyto Karameh w Jordanii (baza Organizacji Wyzwolenia Palestyny).
Podczas wojny na wyczerpanie (1967–1970) brygada stacjonowała w rejonie skrzyżowania Bir w zachodniej części półwyspu Synaj. Podczas wojny Jom Kipur w 1973 brygada poniosła ciężkie straty usiłując powstrzymać nacierające wojska Egiptu. Następnie wspierała działania spadochroniarzy i przekroczyła na zachodnią stronę Kanału Sueskiego. Po powrocie na półwysep Synaj do 1979 ponownie stacjonowała w rejonie skrzyżowania Bir. Po zawarciu Traktatu pokojowego izraelsko-egipskiego brygada wycofała się z Synaju do tymczasowej bazy w Dolinie Jordanu.
W 1982 brygada wzięła udział w wojnie libańskiej, walcząc w sektorze wschodnim w Dolinie Bekaa, w pobliżu granicy libańsko-syryjskiej. Następnie brygada zabezpieczała „strefę bezpieczeństwa” w południowym Libanie do wycofania się w 2000. W międzyczasie brygada przechodziła liczne szkolenia na Wzgórzach Golan, doskonaląc metody współdziałania piechoty ze związkami pancernymi.
Wraz z wybuchem w 2000 intifady Al-Aksa brygada została przebazowana w obszar okupowanego Zachodniego Brzegu. W 2004 jednostka otrzymała najnowsze czołgi Merkawa Mk 4.
Brygada uczestniczyła w 2006 w II wojnie libańskiej, biorąc udział w walkach o Bint Dżubajl. W toku tych starć brygada poniosła ciężkie straty. 52 Batalion wziął udział w 2008 w operacji „Płynny Ołów” przeprowadzonej w Strefie Gazy.
6 października 2024, wraz z innymi oddziałami 162 Dywizji, 401 Brygada wjechała do miasta Dżabalija w północnej części Strefy Gazy. 20 października zginął dowódca brygady płk Ehsan Daksa.

## Struktura

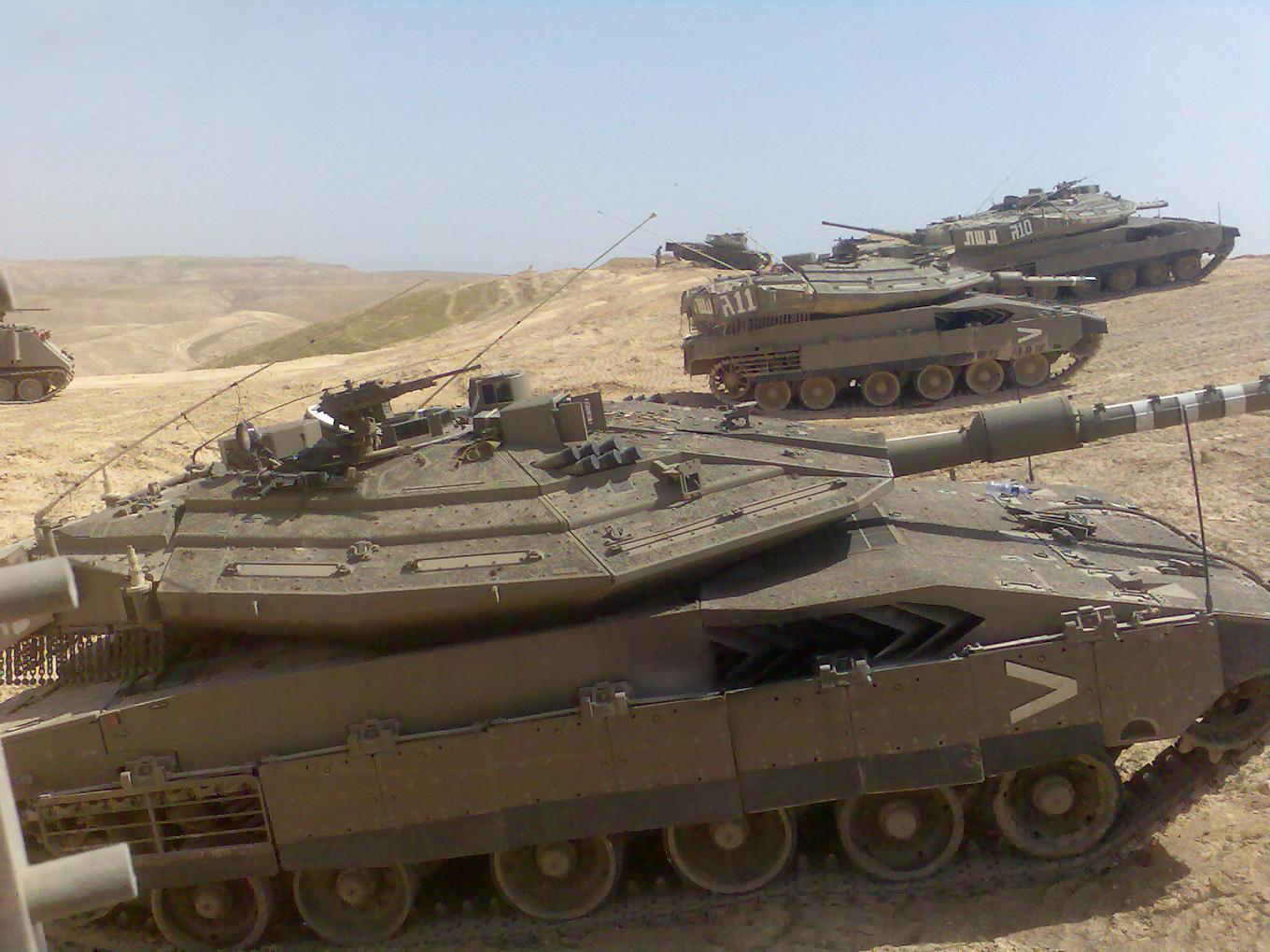
Czołgi Merkawa Mk 4

401 Brygada Pancerna wchodzi w skład 162 Dywizji Pancernej. Od 2018 roku podlega pod Dowództwo Południowe.
| Jednostki operacyjne: - 9 batalion pancerny (Eshet) - 46 batalion pancerny (Shelah) - 52 batalion pancerny (HaBok'im) - kompania zwiadu pancernego (Sayeret 401) – jednostka sił specjalnych | Jednostki wsparcia: - 601 zmechanizowany batalion inżynieryjny (Assaf) - kompania przeciwpancerna. |

## Uzbrojenie
Na uzbrojeniu 401 Brygady Pancernej znajdują się czołgi podstawowe Merkawa w wersji Mk 4.